# Jan Bosmans
Jan Bosmans (6 juli 1955-13 januari 2024) was een Vlaamse arts en medisch-wetenschappelijke publicist en journalist.
Jan Bosmans werd geboren te Kalmthout en volgde de afdeling Latijn-Wiskunde aan het Klein Seminarie te Hoogstraten. Hij werd opgeleid tot röntgenarts aan de Universiteit Antwerpen en publiceerde daarnaast geregeld in de tijdschriften MENS en De Huisarts. In februari 1993 werd hij fulltime medisch journalist bij de Artsenkrant, waar hij bij het vertrek van Piet De Valkeneer op 1 mei van hetzelfde jaar bevorderd werd tot hoofdredacteur. In juni 1995 werd Bosmans hoofdredacteur van Patient Care, een maandblad voor huisartsen met edities in Nederland, België, Luxemburg en Zwitserland. Van 1 juni 2003 tot september 2009 stond hij aan het hoofd van de Belgische specialistenbladen Neuron, Ortho-Rheumato en Skin. Op 1 oktober 2009 werd Bosmans opnieuw fulltime toegevoegd specialist radiologie in het Universitair Ziekenhuis Antwerpen en een jaar later fulltime staflid Radiologie in het Universitair Ziekenhuis Gent, waarvan hij afscheid nam bij zijn pensionering in 2020. Op 9 oktober 2011 promoveerde hij aan de Universiteit Antwerpen tot doctor in de medische wetenschappen, met een dissertatie over communicatie in de radiologie. Van 2015 tot 2020 was hij naast zijn klinisch werk als radioloog in het UZ Gent tevens gastprofessor voor communicatie in de radiologie aan de Universiteit Gent. Na zijn pensionering werd Bosmans opnieuw actief als journalist. Voor medische tijdschriften interviewde hij markante personen uit de Belgische geneeskunde. In augustus 2021 maakte Jan Bosmans bekend dat hij leed aan ALS. Als gevolg daarvan beëindigde hij in 2022 zijn werk als interviewer en publicist. Hij overleed op 13 januari 2024 door euthanasie.
Bosmans heeft in samenwerking met de Nederlandse journaliste Annette Wierper twee boeken gepubliceerd, Ziekten van deze tijd (2002) en Nooit meer oud? (2003). In Vlaanderen werd hij in de zomer van 2006 een bekend gezicht door zijn eindoverwinning in de televisiequiz De Canvascrack, een prestatie die in de 14 jaar dat de quiz bestond slechts geëvenaard werd door zes anderen. Elf jaar eerder had hij ook de kennisquiz Kennis van Zaken op VRT2 gewonnen. In 2006 riep de Faculteit Geneeskunde van de Universiteit Antwerpen Bosmans uit tot 'Alumnus Geneeskunde van het jaar'.
Bosmans was lid van de Gravensteengroep. Hij maakte deel uit van de Vlaamse Taskforce Longkankerscreening. Sinds maart 2021 was hij bovendien lid van de Pan-Europese partij Volt.
- International Standard Name Identifier: 0000 0000 2156 5378
- Library of Congress Control Number: n00100317
- Nederlandse Thesaurus van Auteursnamen: 204261929
- Virtual International Authority File: 57850314
- WorldCat: E39PBJmtyfQ4wmXKTk3hhjbDbd